# Битва отелей
Битва отелей (араб. معركة الفنادق‎) — военные действия в Бейруте с октября 1975 по март 1976 года, на первом этапе гражданской войны в Ливане. Происходила между правохристианскими и «левомусульманскими» силами за контроль над ливанской столицей. Велась в центральном районе города, где сосредоточен комплекс отелей и деловых центров. Завершилась тактической победой «левомусульман», привела к разделению Бейрута на Восточный (правохристианский) и Западный («левомусульманский») секторы.

## Контекст
13 апреля 1975 года в Ливане началась гражданская война. Важной задачей противостоящих сторон являлось установление контроля над Бейрутом. В Бейруте же стратегическое значение имел северо-западный квартал центрального района, где находился комплекс фешенебельных отелей, ресторанов и офисных центров. Эти сооружения были построены в 1960—1970-х — период быстрого экономического развития и туристического бума в Ливане.
Крупнейшими объектами являлись отели «Холидей Инн», «Святой Георгий», «Финикия Интерконтитенталь», «Палм Бич», «Бейрут Хилтон», «Эксельсиор», «Нормандия», «Муртом Хауз», «Альказар». К ним примыкали офисные центры Башня Ризк в христианском квартале Ашрафия и Башня Мурра в мусульманском квартале Кантари — оба объекта в первой половине 1975 контролировались правохристианами. Удачное расположение и высотность зданий обеспечивала эффективный контроль над прилегающими территориями. Вооружённое столкновение за этот комплекс назрело к осени 1975 года.
К тому времени «левомусульманские» силы были объединены в Ливанское национальное движение: Прогрессивно-социалистическая партия (ПСП), насеристское движение Мурабитун, Ливанская компартия (ЛКП), Сирийская социальная националистическая партия (ССНП). В союзе с ними выступали формирования Организации освобождения Палестины, базировавшиеся в Ливане.
Против них консолидировался правохристианский лагерь: фалангистская Катаиб, Национал-либеральная партия (НЛП), Стражи кедров, Танзим, Марада, Ливанское молодёжное движение (ЛМД). Уже в ходе боёв эти организации учредили коалицию Ливанский фронт. К ним примыкала Армия Свободного Ливана (АСЛ), созданная правохристианскими офицерами ливанских вооружённых сил после развала ливанской армии в марте 1976 года.

## Силы и командование
К сражению за комплекс отелей были стянуты около 1 тысячи правохристианских и около 2 тысяч «левомусульманских» боевиков (хотя обычно в боях принимали участие порядка полусотни человек с каждой из сторон). По другим данным, с обеих сторон были мобилизованы до 25 тысяч бойцов, из которых тысяча погибли, две тысячи были ранены.
Обе стороны располагали различными видами стрелкового и ракетно-артиллерийского оружия, а также бронетехникой. Перевес «левомусульман» в тяжёлом вооружении выявился лишь впоследствии после присоединения к ним мусульманских частей дезорганизованной ливанской армии во главе с лейтенантом Ахмадом аль-Хатыбом.
«Левомусульманскими» формированиями командовали
- Ибрагим Кулайлат («Мурабитун»)
- Камаль Джумблат (ПСП)
- Жорж Хабаш (ООП, НФОП)
- Наиф Хаватме (ООП, ДФОП)
- Зухейр Мохсен (ООП, Ас-Сайка).
- Инаам Раад (ССНП)

Правохристианами командовали
- Уильям Хауи, Башир Жмайель (Катаиб, фалангистская милиция)
- Дани Шамун (НЛП, Милиция Тигров)
- Этьен Сакер («Стражи кедров»)
- Тони Франжье («Марада»)
- Обад Зуэйн, Фавзи Махфуз («Танзим»)
- Башир Марун (ЛМД),
- Саад Хаддад, Антуан Баракат (АСЛ).

## Сражение

### Октябрь 1975. Первые бои, раздел отелей
Бои начались 24 октября 1975. Боевики «Мурабитун» под командованием Ибрагима Кулайлата заняли Башню Мурра, выбив оттуда фалангистов. Это позволило начать ракетный обстрел правохристианских позиций с верхних этажей высотного здания. 26 октября после ожесточённого боя был практически разрушен отель «Муртом Хауз».
Фалангисты Хауи и Жмайеля оказались под постоянным пулемётным обстрелом с Башни Мурра. Они попытались подавить эту опасность огнём из Ашрафии с Башни Ризк, но не смогли нанести противнику достаточного урона. 27 октября правохристианская атака позволила захватить три крупных отеля: фалангисты разместились в «Холидей Инн» и «Финикия Интерконтиненталь», национал-либеральные «тигры» — в «Святом Георгии». В течение следующих пяти дней правохристиане пытались развить успех, отбив Башню Мурра, но не достигли результата.
29 октября премьер-министр Ливана Рашид Караме призвал к прекращению огня. Правительственные Силы внутренней безопасности (ливанская жандармерия) организовали эвакуацию туристов из отелей. В начале ноября было заключено несколько соглашений о перемирии. В соответствии с договорённостями, боевики «Мурабитун» покинули Башню Мурра, но закрепились в отеле «Альказар». Фалангисты и «тигры» остались в занятых зданиях. Ноябрь прошёл в относительном затишье.

### Декабрь 1975. Подключение правительственных сил, сирийское посредничество
Активные боевые действия возобновились 8 декабря наступлением «левомусульман» в центре Бейрута и на городской набережной. Сказалось двойное численное превосходство и оснащение (широко применялись советские РПГ-7 и безоткатные орудия). Сильнейший удар «Мурабитун» обрушился на «Холидей Инн». Фалангисты с трудом отстояли отель, но отступили из «Финикии Интерконтиненталь». «Милиция Тигров» сдала отель «Святой Георгий».
Согласно Конституции Ливана, главнокомандующим вооружёнными силами и силами безопасности является президент. Этот пост занимал активный деятель правохристианского лагеря Сулейман Франжье. Трудное положение правохристиан побудило Силы внутренней безопасности включиться в конфликт. Жандармы вынудили к отступлению боевиков Кулайлата.
10 декабря правохристиане и Силы внутренней безопасности атаковали отель «Альказар». Боевые функции распределились следующим образом: жандармы вели артиллерийский огонь, фалангисты — наземные атаки. На помощь «Мурабитун» пришли палестинские боевики. «Финикия Интерконтиненталь» и «Святой Георгий» переходили из рук в руки несколько раз за одну ночь. 12 декабря «левомусульмане» были вытеснены из «Альказара» и «Святого Георгия».
Правительство Караме объявило прекращение огня ещё 10 декабря. Представители ООП и Сирии оказали давление на «Мурабитун» и ПСП, добиваясь согласия на компромисс. Кулайлат и Джумблат вынуждены были пойти на это, поскольку поддержка ООП превратилась в решающий военный, а сирийское — в политический фактор.
18 декабря для посредничества в переговорах в Бейрут прибыла сирийская военная делегация. С конца декабря 1975 и до второй декады января 1976 года бои в районе отелей утихли, переместившись в другие районы Бейрута. Положение изменилось 10 января, когда фалангисты вернулись в «Холидей Инн», а «левомусульмане» — в «Финикию Интерконтиненталь». 11 января боевики «Мурабитун» вновь заняли Башню Мурра. С 22 января столкновения прекратились, поскольку очередное прекращение огня было введено под сирийские гарантии.

### Март 1976. Массированное «левомусульманское» наступление. Завершение битвы
Последняя вспышка боёв пришлась на вторую половину марта 1976 года. 17 марта 1976 года «левомусульманские» силы предприняли решающее контрнаступление. Формирования «Мурабитун» были усилены палестинцами, шиитскими боевиками Амаль и бойцами Ливанской арабской армии (ЛАА) под командованием лейтенанта Ахмеда аль-Хатиба. Созданная мусульманскими офицерами ЛАА являла собой противоположность АСЛ.
Главным полем боя стал «Холидей Инн». 21 марта атака с использованием бронемашин при поддержке палестинского спецназа позволила «левомусульманам» захватить отель. Ожесточённые бои велись на этажах, отмечались случаи, когда противников сбрасывали с высоты.
На рассвете 22 марта фалангисты вернулись в отель. В ожесточённых боях следующего дня погибло до 150 человек. 23 марта боевики «Мурабитун» окончательно захватили «Холидей Инн», 28 марта взяли под контроль «Нормандию» и «Бейрут Хилтон». В те же дни наступление «левомусульман» развернулось в бейрутском порту. Обе стороны несли при этом непредвиденно тяжёлые потери. Лидер Катаиб Пьер Жмайель-старший объявил всеобщую мобилизацию фалангистов.
Решением политического руководства Ливанского фронта правохристианские формирования начали покидать центральный район, отступая в восточные кварталы столицы. Командование Ливанских сил (военное крыло Ливанского фронта) изменило приоритеты. Началось строительство оборонительных сооружений на границе христианских кварталов. Основные силы были переброшены в район порта. Важную поддержку оказали военные профессионалы из АСЛ во главе с полковником Баракатом. С их помощью удалось частично выправить ситуацию. Однако комплекс отелей перешёл под контроль «левомусульман».
2 апреля 1976 года по требованию Сирии вступило в силу очередное прекращение огня. «Битва отелей» закончилась.

## Итоги и последствия
Тактическую победу в «Битве отелей» одержала «левомусульманская» сторона. Спорный район перешёл под её контроль. Однако это не означало стратегического перелома в войне. Правохристиане отступили в полном боевом порядке и надёжно укрепили свои территории. Победа «левомусульманам» досталась дорогой ценой, особенно большие потери понесли палестинцы и милиция «Мурабитун». Фактический раздел Бейрута обусловил длительность и упорство дальнейшего военного противостояния.
«Битва отелей» стала важным уроком, показавшим опасность недооценки противника. Перед её началом на обеих сторонах были распространены «шапкозакидательские» настроения, особенно характерные для правохристиан. В дальнейшем отношение к врагу стало гораздо более серьёзным. Кроме того, была продемонстрирована важность единого командования и чёткой боевой координации.
Бейрутский отель «Холидей Инн», отстроенный после боёв, в 2014 году был выставлен на аукцион. При назначении цены учитывался его статус как исторической достопримечательности. Были восстановлены и другие объекты боёв 1975—1976 годов. «Финикия Интерконтитенталь», «Святой Георгий», как и «Холидей Инн», считаются элитными заведениями.